# Saissetia lucida
Saissetia lucida är en insektsart som beskrevs av Hempel 1912. Saissetia lucida ingår i släktet Saissetia och familjen skålsköldlöss. Inga underarter finns listade i Catalogue of Life.